# Theta Cancri
Theta Cancri (θ Cancri förkortat Theta Cnc, θ Cnc), som är stjärnans Bayer-beteckning, är en multippelstjärna, i mellersta delen av stjärnbilden Kräftan. Den har en skenbar magnitud av 5,32 och är synlig för blotta ögat där ljusföroreningar ej förekommer. Konstellationen beräknas befinna sig på ett avstånd av ca 410 ljusår (ca 127 parsek) från solen. Eftersom den ligger nära ekliptikan kan den ockulteras av månen och, mycket sällan, av planeter.

## Egenskaper
Primärstjärnan Theta Cancri A är en orange till röd jättestjärna av spektralklass K5 III. Den har en radie som är ca 23 gånger större än solens och utsänder ca 350 gånger mera energi än solen från dess fotosfär vid en effektiv temperatur på ca 3 900 K.